# Hospital de Villalcázar de Sirga (Orden de Santiago)
Contó Villasirga con hasta tres hospitales a lo largo de su historia. El más antiguo fue el de la Orden de los caballeros Templarios, el cual se situaba en la calle Grande. De su existencia da fe la Cantiga 218 de Alfonso X donde se indica como un peregrino alemán quedó paralítico y fue socorrido en Villasirga.
De su fundación no hay constancia ya que se destruyeron todas las documentaciones templarias con su caída en desgracia, si bien, debió producirse con anterioridad al año de 1200 ya que 1191 se tiene constancia de la encomienda templaria de Villasirga al recibir ésta el lugar de Terradillos. Este hecho, junto a la propia naturaleza de la orden, y su ubicación al borde del Camino de Santiago, hace suponer que dicho hospital se fundara en alguna fecha próxima.
La clausura de este hospital, se produjo como consecuencia del fin de la encomienda templaria en la localidad, en el año 1304, ocho años antes de que estos fueran expulsados del Reino de Castilla en el 1312. Esta fecha de 1304 es muy importantes ya que han dado lugar a la confusión con respecto al origen del segundo de los hospitales registrados en Villasirga.
Autores como José Antonio Largo Muñoyerro ubican el traslado del hospital de Villamartín para ocupar el hospital templario en el citado año 1304, mientras que autores como Aurora Ruiz Mateos y Daniel Abada Rossi atribuyen incluso, aprovechando dicho traslado, un cambio de titularidad del hospital, pasando a manos templarias hasta la fecha de disolución de la Orden, en 1312, no existiendo constancia documental de ninguna de estas dos aseveraciones.
En 1652 sin embargo, hay constancia documental con respecto al mandato de dicho traslado, durante un capítulo de la Orden celebrado en Valladolid, cuando se acuerda acometer el traslado del Hospital a otro que el conde de Osorno disponía en la villa de Villasirga y que tomará efecto en 1653. Este nuevo hospital, seguiría siendo gestionado a su vez por el administrador del  Hospital de Las Tiendas, al tiempo que se mandaba traer los huesos enterrados en Villamartín para ser enterrados en la capilla de Santiago dentro de la Iglesia de Santa María la Blanca.
A tal efecto, aún se conserva en la calle Mayor, la memoria viva del llamado hospital Real de las Tiendas, al pie de la iglesia, ostentando sobre su puerta la Cruz de Santiago y contando dentro de él de una estancia conocida como La Peregrina. Sin embargo, existe confusión con respecto a la ubicación del mismo, ya que hay autores que lo ubican en el mismo edificio actualmente destinado a las labores de consistorio, oficina de turismo y centro médico y el verdadero hospital. Mientras que éste fue el palacio de los Condes y cuya estructura tiene origen en 1713, donde se han encontrado restos de construcciones anteriores, el verdadero hospital Santiaguista habría estado fundado en el conjunto de edificaciones ubicadas a la altura del número 22 de la actual calle Real tal y como nos indica José E. Antolín Fernández en su listado de noticias históricas y catálogo monumental de Villasirga.
Por último, la villa contó con un tercer hospital destinado al cuidado de peregrinos enfermos, regentado por la Cofradía Mayor y que seguía en funcionamiento en el siglo XVIII en paralelo con el de Las Tiendas o antiguo de Villamartín.